# The Gifted (タイのテレビドラマ)
The Gifted（タイ語: The Gifted – นักเรียนพลังกิฟต์） は、2018年のタイのテレビドラマシリーズで、コーラパット・クッパン（ナノン）、ワチラウィット・ルーアンウィワット（チモン）、Apichaya Thongkham（Lily）、ハリット・チーワカルン（シング）、Ramida Jiranorraphat（Jane）、アタパン・プーンサワット （ガン）、パタドン・ジャングン（フィアット）、ナパソーン・ウィーラユッタウィライ（プイメック）らが主演を務めている。2015年の短編映画『The Gifted』と、Dhammarong Sermrittirong（SandOtnim）の小説『The Gifted』を基にしたこのシリーズは、超自然的な能力を持つ生徒をエリートとして訓練する学校の秘密プログラムに参加させられた子供たちの物語である。 
GMMTVとParbdee Taweesukが制作し、2018年8月5日から2018年11月4日までOne31とLine TVで放映され、その年のタイのティーンエージャーシリーズの中で最高視聴率を獲得した。続編である『The Gifted Graduation』は、2020年に公開予定。

## あらすじ
パワット(パン)（コーラパット・クッパン）はリッターウィッタヤーコム校の4年生で、平凡な学生である。この学校には学業成績に基づいてクラス分けされ、それによって生徒の待遇も変化する厳格なシステムがある。パンは最下位の8クラスに属しており、不満はあるもののクラスを上昇させるつもりもなければその見込みもない。 
しかし、クラスを上げることができる学校のプレースメントテストを受けたことをきっかけに、パンに予期しない事態が起こる。学校でひと握りの学生しか入れない「ギフテッドクラス」に入ることが決まったからだ。そのクラスは謎に包まれているが、学校内で最も高い待遇を受けることができる特別なクラスである。パンはギフテッド教育について違和感を感じるが、やがて、ギフテッドクラスの生徒たちは長い間隠されていた潜在能力を解き放ちはじめる。  
パンとギフテッドクラスの生徒たちを待ち受けるのは、彼らの潜在能力を開花させ、ギフテッド教育の背後にある恐ろしい秘密を暴き、何世代にもわたって学生を苦しめてきたシステムを打ち破るスリリングな旅である。 

## キャストとキャラクター

### 主演
パン・パワレット・セームリティーロン役：コーラパット・クッパン（ナノン）
リッターウィッタヤーコム校のギフテッドクラスの生徒の一人（主人公）。パンは学校で最も低い8クラスの生徒だったが、クラス分けの試験の結果ギフテッドクラスに入ったことで、8クラスの学生として初のギフテッド生となった。やがて彼はギフテッドプログラムを通じて、自分が対象との身体的接触と相手の心拍を感じることによって、自分の思い通りに他人を操ることができるマインドコントロールの力を持っていることを知る。クラスの中間試験の後、チュアマニー校長がウェーブをクラスの代表から解任し、パンをクラス代表に指名する。ギフテッドの仲間のナムターンやオームと仲が良く、当初はウェーブと敵対していたが、後に手を組んで校長と戦う同志となる。
ウェーブ・ワストーン・ウォラチョーメティ役：ワチラウィット・ルーアンウィワット（チモン）
リッターウィッタヤーコム校のギフテッドクラスの生徒の一人。元々、数学、コンピューター、プログラミングなどの才能があったが、ギフテッドプログラムを受けたことにより、電子機器に触るだけでそれらを操作できるテクノパシー（テクノロジー×テレパシー）の能力を持っていることを発見する。プンがクラス代表を辞任した時にクラス代表となったが、中期試験後、チュアマニー校長によって解任される。無礼で横柄な性格であり、他の学生が自分の上に立つのを嫌う。特にパンに対して敵意を抱いていたが、後に手を組んで校長と戦うようになる。ウェーブが過度に他人と競う背景には、過去に彼の恩師であるナラが、彼の書いた論文を登用したのに逆に彼女から盗作の濡れ衣を着せられたことがきっかけとなっている。
ナムターン・チャヤニット・プラークリ役：Apichaya Thongkham（Lilly）
リッターウィッタヤーコム校のギフテッドクラスの生徒の一人。サイコメトリーの能力を持ち、対象物に接触することでその対象に関する過去の記憶を見たり聞いたりできる。この能力はナムターンがおせっかいな性格であることに関連する。原発性高血圧症で、サイコメトリーの能力を使うと症状が悪化するため、能力をフルに使うことが難しい。パンとオームと仲がいい。
オーム・ウィチャイ・サイグン役：ハリット・チーワカルン（シング）
リッターウィッタヤーコム校のギフテッドクラスの生徒の一人。意思によって物体（人間を含む）を消滅させたり、元に戻したりすることができるサイコキネシスの能力を持っており、やがて不可視化やテレポーテーション（自分自身や他人も可能）の能力へと進化する。この能力はオームの忘れっぽく、よく物を失くす性格と関連している。力を使用すると鼻血が出るという副作用がある。パンとナムターンと親しく、ギフテッドクラスの中では最も活発な生徒である。
クレア・アイリーン・ジャラッパン役：ラミダー・ジーラノラパット（ジェーン）
リッターウィッタヤーコム校のギフテッドクラスの生徒の一人であり、演劇部に所属している。他人のオーラを見て、そのオーラの色から感情に関連付けることができる共感覚の能力を持っている（幸福：オレンジ、悲しみ：青、怒り：赤、愛：ピンク、自信：黄色、嫌悪：緑、恐怖：紫）。この能力は演技への情熱に関連している。 彼女はプンの恋人であり、コーンの幼馴染でもある。
プン・タウィーシン役：アタパン・プーンサワット（ガン）
リッターウィッタヤーコム校のギフテッドクラスの生徒の一人。模倣と能力習得の力を持っており、見たり勉強したりすることでスキルを完全に模倣することができるが、複数の人格 （普段の自分、リーダー、被害妄想、好戦的、自殺願望）を形成してしまう副作用がある。この能力は、プンの完璧主義で学業優秀であること、また様々なことを学ぶことへの貪欲な性格と関連している。辞任するまではギフテッドクラスのクラス代表に選出されていた。クレアの恋人。
コーン・タナコーン・ゴッブグーン役：パタドン・ジャンゲオン （フィアット）
リッターウィッタヤーコム校のギフテッドクラスの生徒の一人。眠らずに何日も起きていることができる能力を持っている。幼馴染のクレアに片思いしていたが振られてしまう。写真を撮ることが好きで、報道部のコイと親しくなり恋に落ちるが、彼女がギフテッドクラスの秘密を暴くために近づいてきたことには気づいていない。
モン・パーチモン・ピティウォンコーン役：ナパソーン・ウィーラユッタウィライ（プイメック）
リッターウィッタヤーコム校のギフテッドクラスの生徒の一人であり、武道部に所属している。超人的な強さと、戦闘に役立つ俊敏性、器用さ、協調性を兼ね備えている。この能力はモンのスポーツへの情熱と関連している。しかし、彼女の体から出る汗や涙を通して分泌される特殊なフェロモンを浴びると、人は狂気に陥り、暴力的になり、最悪殺人を犯す危険性がある。また本能で動くようになることで、その人の隠された本心が分かってしまう。同じ部活のアートの恋人。
ポム・パラマ・ウォンラッタナ役：チャッチャウィット・テーチャラポン（ビクター）
リッターウィッタヤーコム校のギフトプログラムの講師。ギフテッドプログラムの第3バッチの生徒だったが卒業後は、教師として働くこととなる。記憶を消す記憶操作の能力がある。第一にメトロノーム等を使用して一定のテンポの音を鳴らし、そのうえで指鳴らすことで被験者を催眠状態にし、第二に催眠状態の相手の頭に触れることで記憶を消去する。また、自分自身の記憶を消去することも復元することもできる。この能力はポムの詳細を記憶する能力に関連している。ギフテッドプログラムに関わる事件に巻き込まれた学生の記憶を消去するために、チュアマニー校長に利用されている。
ジャック・チャヌット・サリウ役：チャヤポン・ジュターマー（エージェー）
ジョー・チャネット・サリウ役：チャヤコーン・ジュターマー（ジェージェー）
リッターウィッタヤーコム校のギフテッドクラスの一卵性双生児。ジャックとジョーは、同期して刺激に反応する能力を持っている。
ラッダー・ナムクン役：Katreeya English
リッターウィッタヤーコム校の講師。学校の規律指導係で、厳格かつ厳しい処罰を下すことから、生徒たちから恐れられている。
スポット・チュアマニー役：Wanchana Sawasdee
リッターウィッタヤーコム校の校長であり、ギフテッドプログラムの責任者。超人的な能力を持つ学生を探し出し、その能力を育成することを目的とした「ギフテッドプログラム」の創設者でもある。学校の生徒の階層システムの構築や、低級生への虐待的な扱い、英才教育への偏見など、強者が弱者または劣等者を導く社会を強く信じている。パンと同じマインドコントロールの能力を持っているが、パンの能力よりもより強く進化している。しかし同じ能力を持つ者同士では能力を使うことができないため、パンにはマインドコントロールが効かない。

### 脇役
コイ・ロウウィン・ブンラック役：ワンナウィモン・ジェーンアサワメーティー（ジューン）
報道部でビデオカメラマンをする3クラスの生徒。友達のマムアンがモンのフェロモンの影響で狂ってしまったことをきっかけに、その原因を探るため独自にギフテッドクラスの情報収集を行っている。コーンに近づき信頼させることで、ギフテッドの秘密を暴こうとするコイにコーンは恋をしてしまう。
ナック・パコーン・ミチョーク役：Pumipat Paiboon
ギフテッドクラスに入ることを熱望するパンの親友。1クラスであり、元パンのルームメイト。武道部に所属している。
マムアン役：Suthita Kornsai
学校のニュースブログのレポーター兼司会者。
フォーク役：Pumrapee Raksachat
オームの元クラスメイトで元親友。オームが誤って消してしまった生徒。
チャヤニ・プラークリ役：Duangkamol Sukkawatwiboon
ナムターンの母親。
パングラム役：Praeploy Oree
演劇部の部員で、クレアの親友のふりをしていた生徒。
ベース役：Chatchanut Prapaweewattananon
演劇部の生徒指導者・舞台監督。
フルーク役：Thanakorn Ponwannapongsa
演劇部の部員の一人。
チャエーン役：Manatchaya Phutthakao
演劇部の部員の一人で、衣装係。
アート役：Thongchai Pimapansree
武道部の部長で、モンの恋人。
デューク役：Rapee Pattanacharoen
武道部を追い出された下着泥棒。モンの汗が付いたタオルを体育館全体の空調を管理するエアコンに投げたことで、体育館にいた武道部の部員たちが暴れだす。
ジェーン役：Tipnapa Chaipongpat
武道部の部員で、モンのフェロモンに初めて触れた生徒。

### ゲスト出演
ニチャ・カンヌラー役：Supakan Benjaarruk
ギフテッドプログラムの第1期生。あらゆる病原体に対する抵抗力を持っており、細菌やウイルスに感染しても体を回復できる能力がある。この能力はニチャの科学への高い関心に関連している。クラスメイトであり研究のパートナーでもあるウィパウィにより毒殺されそうになるが、毒を中和する能力も持っていることから、復活して逆に学校の屋上でウィパウィを殺してしまう。ウィパウィの事件はギフテッドクラスの中間試験の課題となっている。
ウィパウィ・スワナパン役：Nattamon Thongchiew
ニチャのクラスメイトであり共同研究者で、ニチャと学校のみんなを毒殺しようとした生徒。学校の屋上でラッダー先生に捕まった後、ニチャとの喧嘩で転落死した。
ノン・チャノン・タウィポン役：ジラキット・ターワンウォン(メーク)
ポム先生の元親友でギフテッドプログラムの生徒だった。天文学への高い関心から、高精度計算能力を持っている。生徒を被験者にした、チュアマニー校長が行っていたポムの記憶操作能力の危険な実験について公表しようと試みるが、当事者である親友のポムが犯罪に加担していたと非難されないために、ポムのプロフィールを自分の名前で上書きし偽造した。しかしその試みはチュアマニー校長にバレてしまい、校長の命令によってポムはノンの記憶を消去する。
プレムチャイ・タウィシン役：Rangsiwut Chalopathump
プンの父であり、タイ教育相の副次官。
ナラ・ナラタウィ・ワタナクン役：Sarunthorn Klaiudom
ウェーブが通っていた学校の先生で元恋人。ウェーブの数学やプログラミングの才能を開花させるきっかけとなった恩師。しかしウェーブを騙して研究大会に参加させることでウェーブの書いた論文を盗み、自分の書いたものとして発表し、盗作を指摘するウェーブに濡れ衣を着せた。復讐に燃えるウェーブによって、学位証明書の不正入手を暴露され、学校を解雇される。この事件をきっかけとしてウェーブの現在の性格や態度が形成された。

## エピソード
| 話数 | 放送日         |
| --- | -------------- |
| 1 | 2018年8月5日   |
| パンは学校で最も低いクラスに所属しているにもかかわらず、ギフテッドクラスに入ることになり、プログラムに参加することに対して戸惑いを感じるとともに、1クラスの親友のナックとの友人関係が失われるのではと不安を抱く。一方で、ウェーブはいち早く自分の能力を見つけ、ギフテッドクラスの真の目的を暴く。    |                |
| 2 | 2018年8月19日  |
| チュアマニー校長がギフテッドクラスについてクラスの生徒に説明をした。その後何人かの生徒たちは自分の潜在能力について気が付いたことをクラスでプレゼンする。オームもかつての友人フォークとのやり取りの中から、自分の潜在能力を発見するのだった。                                                         |                |
| 3 | 2018年8月26日  |
| パンとナムターンは、ギフテッドクラスの過去の学生記録におかしな点があることを発見する。持病が悪化する危険性を冒しながらも、ナムターンはサイコメトリーの能力を使って、過去にギフテッドクラスを辞めていった生徒について調査を開始する。                                                                 |                |
| 4 | 2018年9月2日   |
| 演劇部に所属するクレアは、生意気で高慢な態度により彼女を嫌う人物によってネットに過去の恥ずかしい映像を流出されてしまう。学校で最も可愛い女の子としての地位や、恋人のプンを失う可能性に焦ったクレアは、自分の潜在能力を使って犯人を探し出そうとする。                                                 |                |
| 5 | 2018年9月9日   |
| コピー能力に優れるギフテッドクラスの代表プンは、学業優秀者コンクールのすべての大会に志願して参加していた。彼はそのほぼすべての大会で優勝するが、成功の裏には暗い秘密が隠されていた。 |                |
| 6 | 2018年9月16日  |
| プンのクラス代表辞任により、代表となったウェーブは、怠け者に対して厳しい制裁を提案する。一方で、モンとアートは突然ゾンビのように凶暴化した武道部の仲間たちと戦うことに。巻き込まれたパンは、思わぬ形で自分の潜在能力を解き放ってしまう。                                                             |                |
| 7 | 2018年9月23日  |
| ラッダー先生は、ギフテッドクラスの秘密を暴こうとしている報道部のコイに、やめるように注意する。しかしコイは自分の潜在能力に悩むコーンに近づき信用させ、秘密を知ろうと動き続ける。そんな彼女の思惑を知らないコーンは、コイに恋心を抱き始めるのだった。                                                 |                |
| 8 | 2018年9月30日  |
| ウェーブはポム先生とチュアマニー校長によるパンに関する会話を盗み聞きする。ギフテッドクラスの中間試験が行われ、生徒たちは学校にまつわる古い伝説を調査する課題を与えられる。ウェーブが最も得点を得て試験は終了したが、パンは事件について感じた違和感から、さらに調査を継続する。                       |                |
| 9 | 2018年10月7日  |
| 学校のシステムがハッキングされて学生記録が盗まれたり、ラッダー先生の事務所が荒らされたり、倉庫から道具が盗まれるなどの事件が多発していた。ポム先生とギフテッドクラスの生徒たちは、その能力からウェーブを疑う。ナムターンはウェーブの身辺を調査しているうちに、ウェーブのつらい過去を知ることになる。 |                |
| 10 | 2018年10月14日 |
| 自分の過去の出来事や、パンや他のギフテッドクラスの生徒たちへの競争心から、ウェーブは巧妙な作戦により学校を混乱させることで自分の優位性を示そうとする。パンたちはそれを阻止するため協力して立ち向かう。                                                                                               |                |
| 11 | 2018年10月21日 |
| モンとコーンは、ギフテッドの能力を消して普通の学生に戻る事を希望した。校長がギフテッド教育の担当者としてのポム先生の甘さを叱責する中、パンとウェーブは協力して校長を倒し、現状を変えようと誓う。 |                |
| 12 | 2018年10月28日 |
| 他のギフテッドクラスの生徒たちが学期末の試験に挑む中、パンとウェーブはチュアマニー校長を倒すための証拠が入った書類を探し出す。生徒と校長の間で、ポム先生は苦渋の決断を迫られる。 |                |
| 13 | 2018年11月4日  |
| 教育省との会議の場に乗り込んだパンは、チュアマニー校長と対立し、ウェーブの助けを借りて校長の過去の犯罪を当局に暴露する。しかし、その計画は無残にも失敗に終わるのだった。 |                |

## 経緯
『The Gifted』は、2015年のチュラーロンコーン大学コミュニケーションアート学部の映画祭で上映されたDhammarong Sermrittirongの同名の短編映画を基にした作品である。Dhammarongはまた、GMMTVと制作関連会社のParbdee Taweesukに取り上げられる前に、Sandotnimというペンネームでこの作品を小説化している。Dhammarongは、Patha Thongpan、Waasuthep Ketpetch、Jarupat Kannulaとともにこのドラマシリーズの監督を務めている。2018年2月1日にGMMTVによって2018年放送予定のプログラムの一つとして発表された。 
2019年10月15日、シリーズの続編である『The Gifted：Graduation』が発表された。メインキャストのほとんどが続投し、2020年に初公開される予定となっている。 

## タイでの配信
『The Gifted』は当初2018年8月5日から11月4日までの日曜日22:00 ICTにOne31で放送されていた。 また、テレビ放送後の23:00 ICTにLINE TVによるオンラインストリーミングでも視聴可能であった。  2020年2月25日からは、月曜日と火曜日の22:45 ICTにGMM 25で再放送された。
オンライン上での反響が大きく、放送中は常にTwitterでタイのトレンドトップになるなど、タイのティーンエージャーシリーズの中で2018年最高視聴率である0.7を記録した。 
シリーズのサウンドトラックとして2つのオリジナル曲がリリースされており、Q（Suveera Boonrod）による「Lutphon」（หลุดพ้น） と、Chart（Suchart Saeheng）による「Mai Mi Khamsanya」（ไม่มีคำสัญญา） がある。   

## 受賞歴
| 年   | 賞                                                  | 授賞日        | 部門                     | 受賞作品・対象者         | 結果       | Ref.          |
| ---- | --------------------------------------------------- | ------------- | ------------------------ | ------------------------ | ---------- | ------------- |
| 2019 | LINE TV Awards                                      | 2019年2月12日 | ベストファイトシーン     | アタパン・プーンサワット | 受賞       | [ 10 ]        |
| 2019 | 第25回 Shanghai Television Festival Magnolia Awards | 2019年6月14日 | 最優秀海外テレビシリーズ | The Gifted               | ノミネート | [ 11 ]        |
| 2019 | 第10回 Nataraja Awards                              | 2019年7月21日 | 最優秀映画監督賞         | The Gifted               | ノミネート | [ 12 ]        |
| 2019 | 第24回 Asian Television Awards                      | 2020年1月11日 | 最優秀主演俳優賞         | コーラパット・クッパン   | ノミネート | [ 13 ] [ 14 ] |
| 2019 | 第24回 Asian Television Awards                      | 2020年1月11日 | 最優秀助演俳優賞         | アタパン・プーンサワット | 受賞       | [ 13 ] [ 14 ] |
| 2019 | 第24回 Asian Television Awards                      | 2020年1月11日 | 最優秀オリジナル脚本賞   | The Gifted               | ノミネート | [ 13 ] [ 14 ] |